# Liste der Kulturdenkmäler in Rothenkirchen (Burghaun)
Die folgende Liste enthält die in der Denkmaltopographie ausgewiesenen Kulturdenkmäler auf dem Gebiet des Ortsteils Rothenkirchen der Gemeinde Burghaun, Landkreis Fulda, Hessen.
Hinweis: Die Reihenfolge der Denkmäler in dieser Liste orientiert sich an der Anschrift, alternativ ist sie auch nach der Bezeichnung, der vom Landesamt für Denkmalpflege vergebenen Nummer oder der Bauzeit sortierbar.
Kulturdenkmäler werden fortlaufend im Denkmalverzeichnis des Landes Hessen durch das Landesamt für Denkmalpflege Hessen auf Basis des Hessischen Denkmalschutzgesetzes (HDSchG) geführt. Die Schutzwürdigkeit eines Kulturdenkmals hängt nicht von der Eintragung in das Denkmalverzeichnis des Landes Hessen oder der Veröffentlichung in der Denkmaltopographie ab.

Das Vorhandensein oder Fehlen eines Objekts in dieser Liste ist keine rechtsverbindliche Auskunft darüber, ob es Kulturdenkmal ist oder nicht: Diese Liste entspricht möglicherweise nicht dem aktuellen Stand der offiziellen Denkmaltopographie. Diese ist für Hessen in den entsprechenden Bänden der Denkmaltopographie Bundesrepublik Deutschland und im Internet unter DenkXweb – Kulturdenkmäler in Hessen einsehbar. Auch diese Quellen sind, obwohl sie durch das Landesamt für Denkmalpflege Hessen aktualisiert werden, nicht immer aktuell, da es im Denkmalbestand immer wieder Änderungen gibt.
Eine verbindliche Auskunft erteilt allein das Landesamt für Denkmalpflege Hessen.
Nutze diese Kartenansicht, um Koordinaten in der Liste zu setzen. In dieser Kartenansicht sind Kulturdenkmale ohne Koordinaten mit einem roten bzw. orangen Marker dargestellt und können in der Karte gesetzt werden. Kulturdenkmale ohne Bild sind mit einem blauen bzw. roten Marker gekennzeichnet, Kulturdenkmale mit Bild mit einem grünen bzw. orangen Marker.
| Bild            | Bezeichnung                      | Lage                                                 | Beschreibung | Bauzeit                                                                              | Objekt-Nr. |
| --------------- | -------------------------------- | ---------------------------------------------------- | --- | ------------------------------------------------------------------------------------ | ---------- |
| Bild gesucht BW | Totenkirche                      | Auf der Himmelhecke LageFlur: 7, Flurstück: 50, 51   | Romanische Chorturmanlage, die in spätgotischer Zeit und danach mehrfach verändert wurde. |                                                                                      | 37158 DDB  |
| Bild gesucht BW | Fachwerkhaus                     | Brunnenstraße 2 LageFlur: 10, Flurstück: 20          | | Anfang 19. Jahrhundert                                                               | 37133 DDB  |
| Bild gesucht BW | Fachwerkhaus, ehemalige Synagoge | Brunnenstraße 9 LageFlur: 10, Flurstück: 74/5        | Als Synagoge und jüdische Schule errichtetes zweistöckiges und giebelständiges Fachwerkhaus mit Krüppelwalmdach.                                                                                    | 1838                                                                                 | 37134 DDB  |
| Bild gesucht BW | Gefallenendenkmal                | Brunnenstraße 9 LageFlur: 10, Flurstück: 74/4        | | 1884                                                                                 | 37135 DDB  |
| Bild gesucht BW | Fachwerkhaus                     | Brunnenstraße 12 LageFlur: 11, Flurstück: 33/1       | | Nach 1750                                                                            | 37136 DDB  |
| Bild gesucht BW | Fachwerkhaus                     | Brunnenstraße 16 LageFlur: 11, Flurstück: 37, 38, 39 | | Im Kern vor 1750, erneuert im 19. Jahrhundert.                                       | 37137 DDB  |
| Bild gesucht BW | Fachwerk–Doppelhaus              | Brunnenstraße 21 LageFlur: 10, Flurstück: 85         | | Vor 1850, Scheunennebengebäude mit 1851 bezeichnet.                                  | 37139 DDB  |
| Bild gesucht BW | Backhaus                         | Brunnenstraße 22 LageFlur: 11, Flurstück: 48/1       | | Vermutlich noch 19. Jahrhundert                                                      | 37140 DDB  |
| Bild gesucht BW | Fachwerk–Doppelhaus              | Brunnenstraße 26/28 LageFlur: 11, Flurstück: 62/1    | | Entstehung um 1700                                                                   | 37141 DDB  |
| Bild gesucht BW | Fachwerkhaus                     | Brunnenstraße 27 LageFlur: 11, Flurstück: 49/1       | | Anfang 20. Jahrhundert                                                               | 37142 DDB  |
| Bild gesucht BW | Fachwerkhaus                     | Brunnenstraße 29 LageFlur: 11, Flurstück: 51/6       | | Vor 1850                                                                             | 37143 DDB  |
| Bild gesucht BW | Fachwerkhaus                     | Brunnenstraße 34 LageFlur: 2, Flurstück: 64/1        | | 1850 (Sockelinschrift)                                                               | 37144 DDB  |
| Bild gesucht BW | Fachwerkhaus                     | Brunnenstraße 38 LageFlur: 12, Flurstück: 113/3      | | Entstehung noch im 18. Jahrhundert.                                                  | 37145 DDB  |
| Bild gesucht BW | Fachwerkhaus                     | Eisfeldstraße 3 LageFlur: 10, Flurstück: 30          | | Vor 1850                                                                             | 37146 DDB  |
| Bild gesucht BW | Fachwerkhaus                     | Eisfeldstraße 4 LageFlur: 10, Flurstück: 50/1        | | 1798 (Schwellbalkeninschrift)                                                        | 37147 DDB  |
| Bild gesucht BW | Fachwerkhaus (Quertennenhaus)    | Eisfeldstraße 14 LageFlur: 10, Flurstück: 37/7       | | Um 1800                                                                              | 37148 DDB  |
| Bild gesucht BW | Fachwerkhaus                     | Forsthausstraße 9 LageFlur: 10, Flurstück: 60/1      | | 1800 (Sockelinschrift)                                                               | 37149 DDB  |
| Bild gesucht BW | Ehemalige Schmiede               | Forsthausstraße 13 LageFlur: 12, Flurstück: 3/8      | Kleines einstöckiges Backsteingebäude. | 1869 (Türsturzinschrift Wohnhaus)                                                    | 37150 DDB  |
| Bild gesucht BW | Ehemaliges Försterdienstgehöft   | Forsthausstraße 33 LageFlur: 12, Flurstück: 95       | | 1890                                                                                 | 86969 DDB  |
| Bild gesucht BW | Totenbrücke                      | Haune LageFlur: 6, Flurstück: 123/3                  | Schmale, über drei weit geschwungene Rundbögen gespannte Sandsteinbrücke. Vor der Brücke wurde ein Knüppeldamm entdeckt, der dendrochronologisch auf die Jahre 1068, 1103 sowie 1119 datiert wurde. | Entstehung 1556                                                                      | 37159 DDB  |
| Bild gesucht BW | Fachwerkhaus                     | Höhenstraße 3 LageFlur: 11, Flurstück: 44/1          | | Entstehung 1729 (Sockelinschrift), Fachwerkgefüge um 1800.                           | 37151 DDB  |
| Bild gesucht BW | Haunebrücke                      | In der Wehrwiese LageFlur: 9, Flurstück: 168/1       | | 19. Jahrhundert                                                                      | 37155 DDB  |
| Bild gesucht BW | Evangelische Kirche              | Kirchring 3 LageFlur: 11, Flurstück: 28/3            | | Entstehung vermutlich vor 1745/1746, fünfseitiger Chorschluss aus dem Jahre 1956/57. | 37152 DDB  |
| Bild gesucht BW | Fachwerkhaus                     | Kirchring 8 LageFlur: 11, Flurstück: 26              | | Vor 1850 vermutet                                                                    | 37153 DDB  |
| Bild gesucht BW | Fachwerkhaus                     | Kirchring 10 LageFlur: 11, Flurstück: 34             | | Um 1850                                                                              | 37154 DDB  |
| Bild gesucht BW | Brunnenhaus                      | Salzberg LageFlur: 5, Flurstück: 5/1                 | Kleines, aus Bruch– und Werksteinen errichtetes Gebäude nahe dem „Salzborn“. | 19. Jahrhundert vermutet.                                                            | 37160 DDB  |
| Bild gesucht BW | Fachwerkhaus                     | Sandbergstraße 2 LageFlur: 11, Flurstück: 47         | | Um 1850                                                                              | 37156 DDB  |
| Bild gesucht BW | Fachwerk–Doppelhaus              | Sandbergstraße 3/5 LageFlur: 11, Flurstück: 67, 68   | | Vor 1850 vermutet                                                                    | 37157 DDB  |